# Arp 301
Arp 301 ist ein wechselwirkendes Galaxienpaar im Sternbild Haar der Berenike, das etwa 275 Millionen Lichtjahre von der Milchstraße entfernt ist. Halton Arp gliederte seinen Katalog ungewöhnlicher Galaxien nach rein morphologischen Kriterien in Gruppen. Dieses Galaxienpaar gehört zu der Klasse Unklassifizierte Doppelgalaxien.